# 石井村 (岡山県)
石井村（いしいそん）は、岡山県御津郡にあった村。1900年3月31日までは御野郡に属していた。

## 概要
廃止直前の石井村は、現在の岡山駅西口一帯に当たる。
1889年の町村制施行で町村合併が行われた際、同一戸長役場管轄の3村に、管轄外の島田村が地理的に密接な関係から3村との合併を希望した。また村名は合併各村名を参互折衷して命名された。

## 沿革
- 1875年（明治8年） - 伊福郷の下伊福村が枝村の三門村・国守村・西崎村と合併して巌井村となる[1]。
- 1883年（明治16年）2月15日 - 連合戸長役場制度発足により、御野郡第四部戸長役場を上出石村に設置し、同村および下出石村・巌井村を管轄。島田村は第五部戸長役場（高柳村、後の大野村）の管轄になる[1]。
- 1889年（明治22年）6月1日 - 町村制の施行により、巌井村・島田村・上出石村・下出石村および岡山区上西川町・下西川町・万町・岩田町の各一部が合併して村制施行し、石井村が発足。巌井・島田・上出石・下出石の4大字を編成し、役場を巌井に設置[2]。
  - この際、上出石村のうち字鉄砲場・字本村の各一部、下出石村のうち字手回町・字本村中筋の各一部は岡山市に編入された[3]。
- 1891年（明治24年）3月18日 - 上出石中央部に山陽鉄道岡山駅が開業[4]。
- 1899年（明治32年）8月1日 - 上出石および下出石の大部分（旧大庄屋道以東）が岡山市に編入し、石井村は2大字となる[2][3]。
- 1900年（明治33年）4月1日 - 津高郡と御野郡が合併し御津郡となる。
- 1921年（大正10年）3月1日 - 岡山市に編入。同日石井村廃止。

## 合併後
1899年8月1日に岡山市に編入された上出石・下出石は、既に市内に上出石町・下出石町が存在したためそれぞれ上石井・下石井と改められた。残りの2大字は1921年3月1日の合併の際に岡山市の大字として継承された。その後4大字は以下のように変更された。
上石井は1964年から1965年にかけて岩田町・駅前町1〜2丁目・駅元町・奉還町1〜2丁目・本町となった。
下石井は一部が昭和20年代後半に桑田町1〜4丁目になったとされ、その後1963年から1969年にかけて桑田町・下石井1〜2丁目・東島田町2丁目となった。また残余は1964年から1969年にかけて下石井1〜2丁目・駅元町・幸町・錦町・柳町1〜2丁目となった。
巌井は1965年から1974年にかけて葵町・岩井1〜2丁目・岩井宮裏・関西町・京山1〜2丁目・寿町・下伊福1〜2丁目・下伊福上町・下伊福西町・下伊福本町・昭和町・高柳西町・富町1〜2丁目・西崎1〜2丁目・西崎本町・奉還町3〜4丁目・三門中町・三門西町・三門東町となった。
島田は1963年に島田本町1〜2丁目・中島田町1〜2丁目・西島田町・東島田町1〜2丁目となった。

## 行政

### 歴代村長
| 代                                                              | 氏名       | 就任年月日                 | 退任年月日                 | 備考 |
| --------------------------------------------------------------- | ---------- | -------------------------- | -------------------------- | ---- |
| 初                                                              | 坪田鬼門   | 1889年（明治22年）7月17日  | 1891年（明治24年）4月14日  |      |
| 2                                                               | 船橋完ニ郎 | 1891年（明治24年）4月24日  | 1893年（明治26年）2月16日  |      |
| 3                                                               | 犬丸石雄   | 1893年（明治26年）2月23日  | 1895年（明治28年）10月5日  |      |
| 4-5                                                             | 船橋完ニ郎 | 1895年（明治28年）10月14日 | 1902年（明治35年）12月19日 |      |
| 6-8                                                             | 星島丈吉   | 1902年（明治35年）12月27日 | 1913年（大正2年）12月26日  |      |
| 9-10                                                            | 吉岡達太郎 | 1914年（大正3年）1月22日   | 1921年（大正10年）2月28日  |      |
| 参考文献 - 岡山県市町村合併誌 市町村編 5・6頁（岡山県、1960年） |            |                            |                            |      |

## 教育
- 石井尋常高等小学校（現・岡山市立石井小学校）

## 交通
- 山陽本線 - 岡山駅
- 中国鉄道吉備線 - 三門駅
- 旧山陽道

## 出身者
- 坪田譲治（児童文学作家、1890年 - 1982年）